# Міста Гвінеї-Бісау
У Міста Гвінеї-Бісау представлено найбільші населені пункти держави Гвінея-Бісау.
Найбільшим містом Гвінеї-Бісау є столиця країни — місто Бісау на узбережжі Атлантичного океану. Розташоване на острові місто Балома також є портом. Інші міста розташовані у внутрішніх районах країни.

## Список міст Гвінеї-Бісау
| Номер | Назва (укр.) | Назва (порт.) | Населення (1979) | Населення (2005) | Примітки        |
| ----- | ------------ | ------------- | ---------------- | ---------------- | --------------- |
| 1.    | Бісау        | Bissau        | 109 214          | 388 028          | столиця держави |
| 2.    | Бафата       | Bafatá        | 13 429           | 22 521           |                 |
| 3.    | Габу         | Gabú          | 7 803            | 14 430           |                 |
| 4.    | Бісора       | Bissorã       | …                | 12 688           |                 |
| 5.    | Болама       | Bolama        | 9 100            | 10 769           |                 |
| 6.    | Кашеу        | Cacheu        | 7 600            | 10 490           |                 |